# Tryavna (obchtina)
La municipalité de  Tryavna (bulgare : Трявна) (en bulgare Община Трявна - Obchtina Tryavna) est située dans le centre de la Bulgarie, à environ 230 km à l'est de la capitale Sofia. Son chef-lieu est la ville de Tryavna.

## Géographie
La municipalité de Tryavna est située au sein du massif montagneux du Balkan. Le climat est continental de type semi-montagneux : les étés sont assez chauds et les hivers froids et neigeux.
Elle fait partie de l'oblast de Gabrovo.

## Administration
La municipalité de Tryavna comporte 104 villages (la plupart inhabités) et 2 villes.

## Galerie de photographies

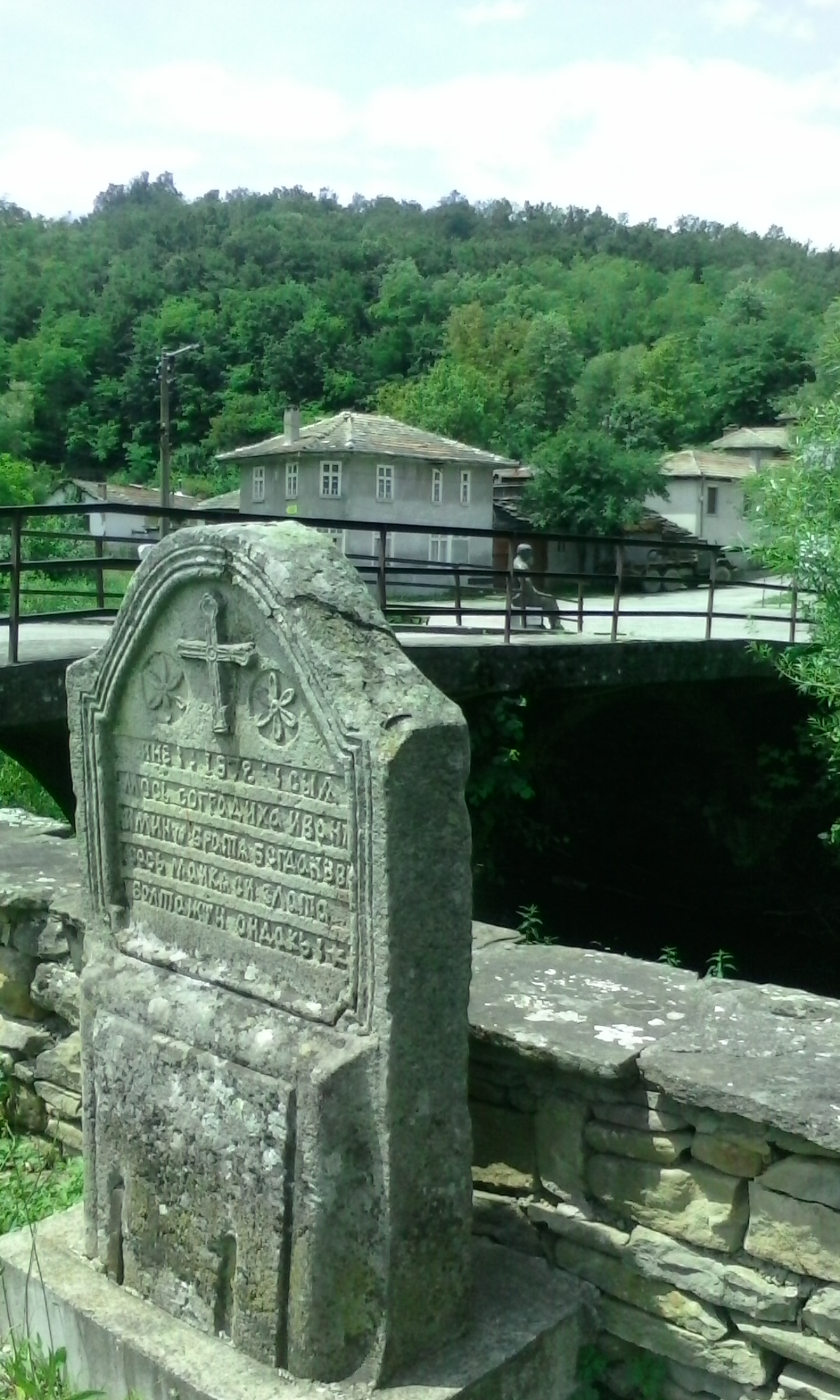
Véléntsi : pierre commémorative du pont
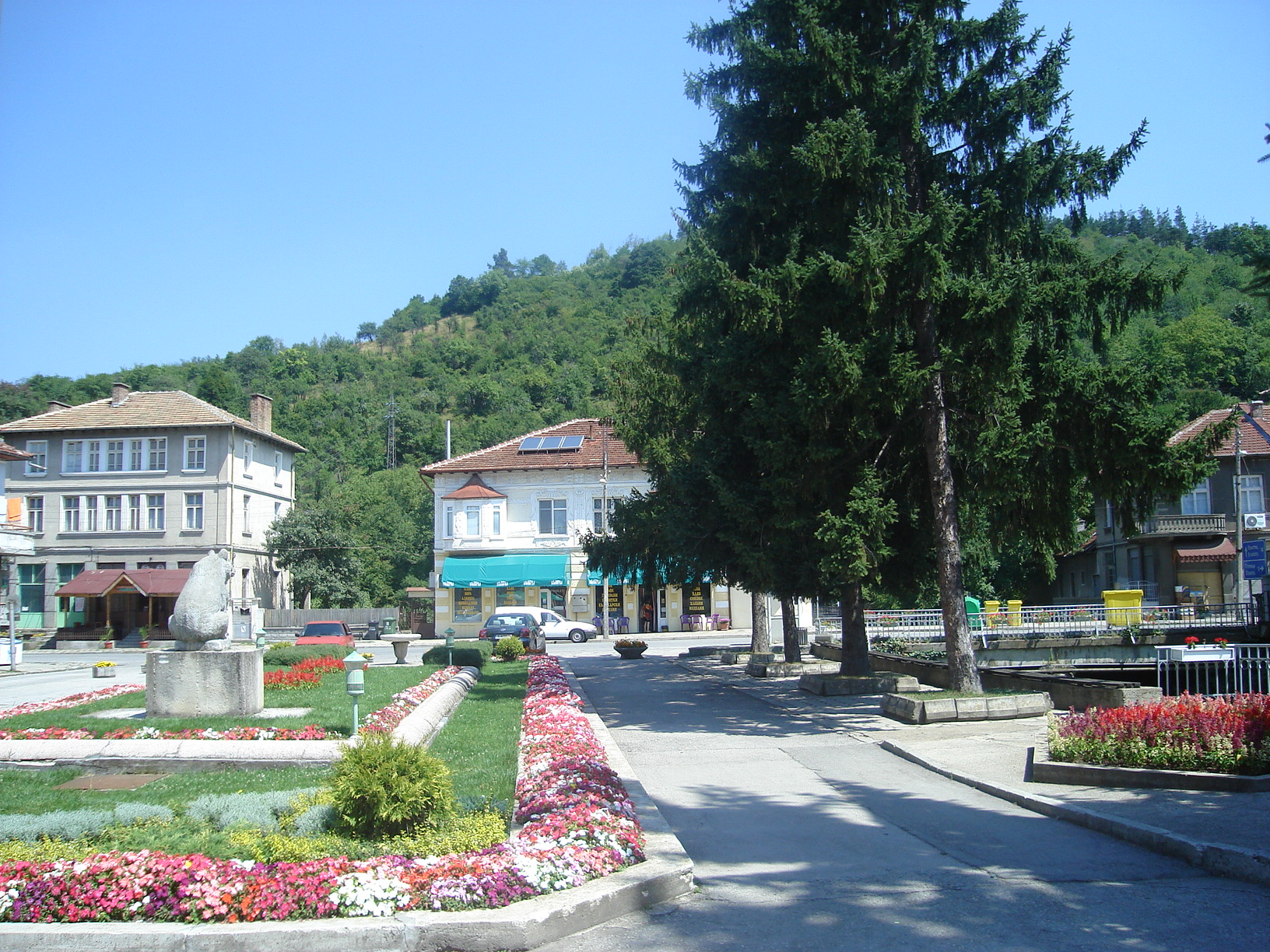
Platchkovtsi : le centre-ville
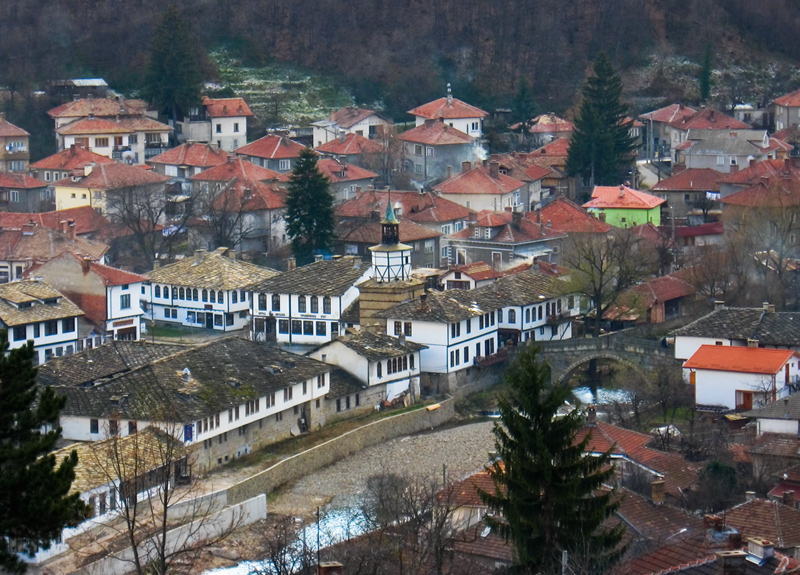
Tryavna : vue sur l'ancien centre-ville